# ملعب ليوبولد سيدار سينغهور

الملعب خلال مباراة السنغال والكاميرون

ملعب ليوبولد سيتغور (Stade Leopold Senghor)، هو ملعب متعدد الاستخدامات، يقع في داكار عاصمة السنغال. غالباً مايستخدم في مباريات كرة القدم، والملعب يعتبر مقر لنادي اتحاد دوانس الرياضي. تم بناءه في سنة 1985، ويتسع لقرابة 60.000 متفرج.
ملعب ليوبولد سيدار سنغور متعدد النشاطات الرياضية وهو أكبر ملعب في السنغال. موجود في العاصمة داكار، على الطريق المؤدي إلى المطار الذي يحمل نفس الاسم.

## التاريخ
تم تدشين الملعب من طرف الرئيس ضيوف بتاريخ 31 أكتوبر 1985، وأطلق عليه للأول مرة اسم ملعب الصداقة. ولعبت فيه بين فريق جان دارك وفريق Jaraf، وسجل موسى نداو لأول هدف في تاريخ هذا الملعب. و أيضا احتضن هذا الملعب نهائيات كأس الأمم الأفريقية لكرة القدم 1992.
و تم تغيير اسم الملعب في عام 2001، حيث أسند إلى اسم الشاعر ورجل الدولة السنغالي ليوبولد سيدار سنغور الذي توفي في نفس العام.

## خصائص الملعب
لقد تم مساعدة السنغال على بناء الملعب بتمويل صيني، الهندسة المعمارية تمثل عش الطائر، ويتسع هذا الملعب لاستعاب 60 ألف مقعدا.
و يوجد خمس فئات من المدرجات ومرفق يضم المدرج الرسمي، المدرج المغطى، المدرج المكشوف ومدرج الزوايا (اثنين).
بغض النظر عن كرة القدم، الرياضة الأكثر شعبية، يتم تنظيم فيه ألعاب القوى، الكرة الطائرة، كرة السلة، التنس، تنس الطاولة، المبارزة، الجمباز، المصارعة السنغالية، الملاكمة، الكاراتي، الجودو والتايكوندو.

## أحداث
- كأس أفريقيا للأمم لكرة القدم 1992
- الدولي لألعاب القوى اجتماع في داكار منذ عام 2005
- وفقا للتقاليد، يستضيف الملعب كل سنة في أوائل جانفي، مباريات في المصارعة السنغالية.
- البابا يوحنا بولس الثاني 22 فبراير 1992، قام باحتفال كبير بعد زيارته للسنغال.
- أيضا في هذا المجمع الرياضي الذي أدى فيه اليمين الدستورية الرئيس عبد الله واد في 3 أبريل 2007، بعد إعادة انتخابه.

## وصلات خارجية
- صور للملعب
- صور للملعب